# Kostel svatého Jana Křtitele (Rtyně v Podkrkonoší)
Kostel svatého Jana Křtitele je římskokatolický orientovaný farní kostel ve Rtyni v Podkrkonoší, který je farním kostelem místní farnosti. Součástí památkově chráněného areálu venkovského kostela je samostatně stojící polygonální dřevěná zvonice. Areál se rozkládá na návrší nad náměstím a je dominantou města.

## Historie

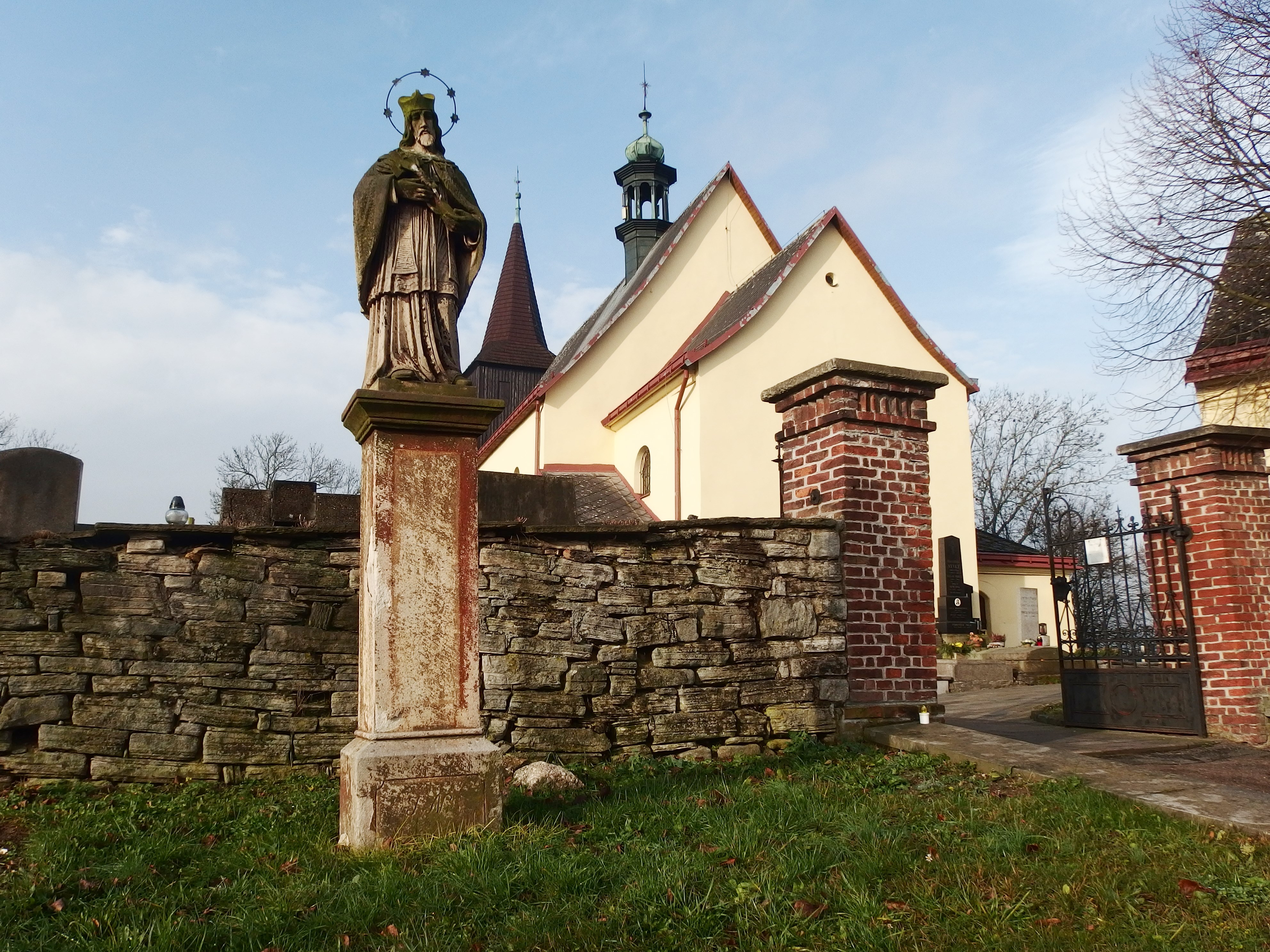
Socha sv. Jana Nepomuckého před kostelem.

Původní dřevěný gotický kostel byl založen pravděpodobně již na počátku 14. století některým z pánů na Vízmburku. Roku 1350 je uváděn jako plebánie, v roce 1367 patřil pod boušínskou faru. Roku 1421 byl dřevěný kostelík vypálen Slezany. Po skončení husitských válek byl opraven znovu jako dřevěný. V roce 1624 byl kostel filiálním k  Náchodu. Roku 1679, kdy hrozil zřícením, byl zásluhou patronky Náchoda kněžny Marie Benigny Piccolominiové nahrazen stávající barokní stavbou. Od roku 1709 byl kostel filiální k Červenému Kostelci. V roce 1768 byl kostel opraven a byl přistavěn chór s varhanami. V roce 1786 byl zřízena lokálie, farní se stal kostel roku 1854. Do nynější podoby byl kostel rozšířen v první polovině 19. století. Generální oprava kostela byla realizována v letech 1974-1975 a další opravy v letech 1999-2002.

## Architektura
Jednolodní kamenná stavba s pravoúhle zakončeným presbytářem má po stranách  jižní a severní sakristii a na západní straně vstupní předsíň. Na sedlové střeše je vztyčena sanktusová věžička. Presbytář je sklenut jedním polem křížové hřebínkové klenby, sakristie je sklenuta valenou klenbou s výsečemi, loď je plochostropá. Dřevěná kruchta  je postavena na dvou sloupcích.

## Interiér
Hlavní oltář pochází ze druhé poloviny 17. století, obnoven byl roku 1908. Oltářní obrazy patrona kostela sv. Jana Křtitele, Panny Marie a sv. Jana Nepomuckého namaloval Gustav Vacek roku 1864. Raně barokní dřevěná kazatelna se čtyřmi soškami evangelistů pochází z konce 17. století a její polychromii vytvořil Z. Nývlt. Pod kazatelnou stojí renesanční cínová křtitelnice. Sochy Panny Marie a Ježíše Krista vytvořil Břetislav Kafka. Na stěnách lodi je moderní křížová cesta z lipového dřeva od Jiřího Prouzy z let 1981–1982. Uprostřed lodi je zavěšen velký lustr z křišťálového skla.

## Okolí kostela

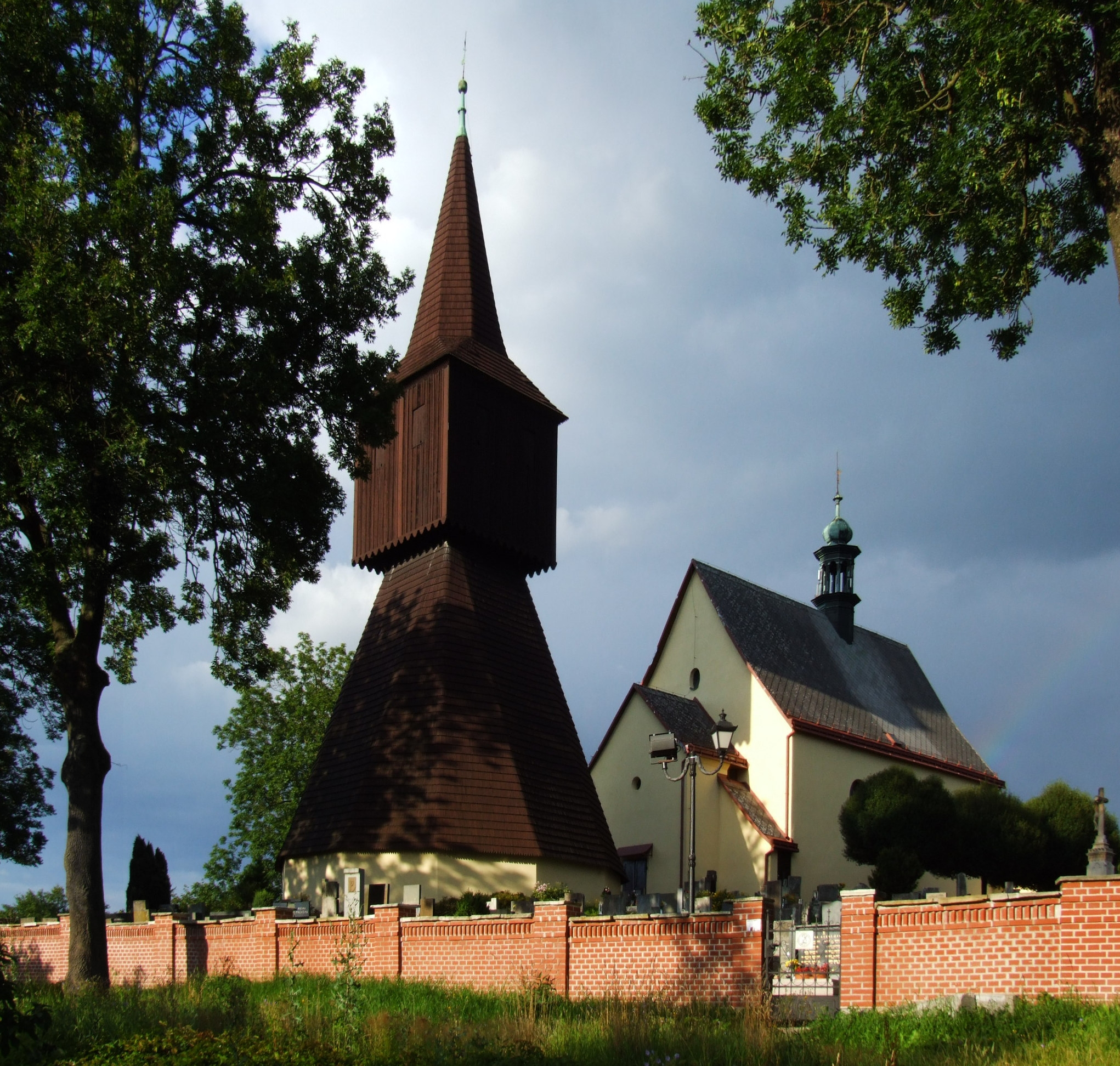
Původní dřevěná zvonice za kostelem pochází z let 1592-1594.

- Na hřbitově za kostelem je polygonální dřevěná zvonice na kamenné podezdívce z let 1592–1594. Uvnitř zvonice jsou 3 zvony, nejstarší umíráček je z roku 1471. Na konstrukci zvonice nebyl použit jediný kovový hřeb.
- Před vchodem na hřbitov stojí kopie sochy krále Davida podle originálu z roku 1730 z dílny Matyáše Bernarda Brauna, který je umístěn v lapidáriu v Jaroměři.
- Socha sv. Jana Nepomuckého z roku 1862
- Kříž s reliéfem Panny Marie na soklu - lidový, z r. 1797
- Kříž u lesa Krákorky - z r. 1794[3]

## Bohoslužby
Bohoslužby se konají o nedělích od 8,30 hodin, ve středu od 18 hodin a v pátek od 18 hodin.